# Lysias (général)
Pour les articles homonymes, voir Lysias (homonymie).
Lysias, mort en 162 av. J.-C., est un ministre ou vizir, littéralement « préposé aux affaires » (epi tôn pragmatôn), du roi séleucide Antiochos IV.

## Biographie
Début 165 av. J.-C., Antiochos IV, parti pour l'Orient, confie le gouvernement des régions occidentales et la garde de son fils, le futur Antiochos V, à Lysias. Envoyé ensuite en Judée contre Judas Maccabée, il se laisse surprendre par ce général lors de la bataille de Beth Zur, perd 5 000 hommes et est mis en fuite (164). Après la mort d'Antiochos IV en 163, il s'empare du pouvoir au nom du jeune Antiochos V. Il remporte une victoire à Beth Zacharia en avril 162. Il assiège Jérusalem lorsqu'il apprend que Philippe, qui lui dispute la régence, s'est emparé de la capitale de la Syrie, Antioche : il lève le siège à l'été 162, marche contre son compétiteur et le défait. Demétrius Soter étant subitement revenu de Rome où il a été retenu en otage, Lysias et Eupator sont abandonnés et meurent massacrés par leurs propres gardes en 162.